# Distrito de Pancán

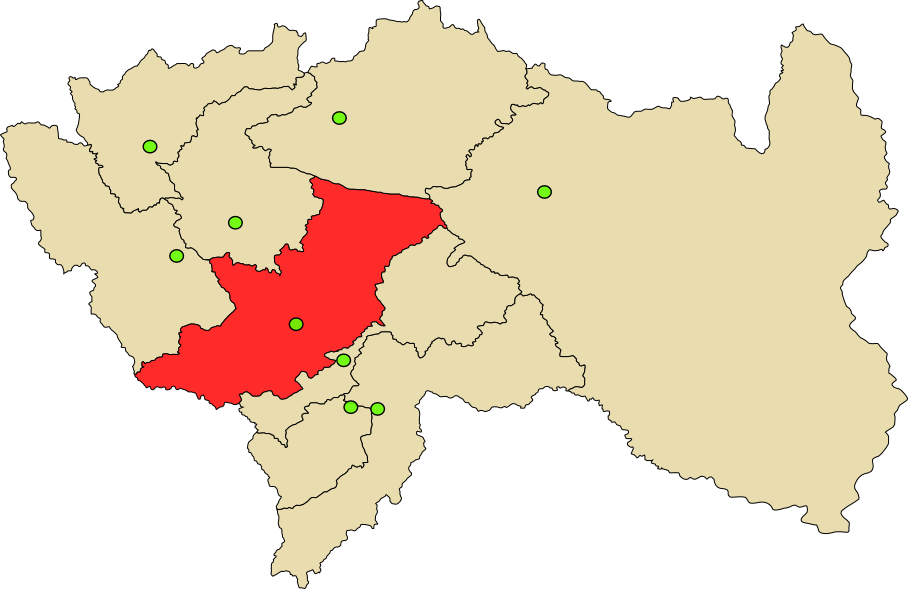
Provincia de Jauja en el Departamento de Junín

El Distrito de Pancán es uno de los treinta y cuatro distritos de la Provincia de Jauja, ubicada en el Departamento de Junín, bajo la administración del Gobierno Regional de Junín, Perú.
Dentro de la división eclesiástica de la Iglesia Católica del Perú, pertenece a la Vicaría IV de la Arquidiócesis de Huancayo

## Historia
El distrito fue creado mediante Ley del 26 de enero de 1956, en el gobierno del Presidente Manuel A. Odría.

## Geografía
La superficie del distrito de Pancán es 10,89 km². , se encuentra a 3 400 m s. n. m.

## Capital
Su capital es el pueblo de Pancán

## Autoridades

### Municipales
- 2015 - 2018[2]
  - Alcalde: Darío Lucio Camarena Fernández, Movimiento Juntos por Junín (N).
  - Regidores: Algimiro Humberto Bullón Churampi (N), Aurora Vilma Vásquez Pahuacho (N), Edgar Eusebio Elescano (N), Ronald Pablo Robles Aquino (N), Carmen Olga Verástegui de Zambrano (Junín Emprendedores Rumbo al 21).
- 2011-2014[3][4]
  - Alcalde: Darío Lucio Camarena Fernández, Convergencia Regional Descentralista (CONREDES).
  - Regidores: Ángel Jesús Álvarez Canchari (CONREDES), Edgar Eusebio Elescano Galarza (CONREDES), Lucina Inocente Inga (CONREDES), Delia Clotilde Cárdenas Gozar (CONREDES), Ronald Pablo Robles Aquino (Acción Popular).
- 2007-2010
  - Alcalde: Zoilo Diógenes Bullón Méjico.

### Policiales
- Comisaría de Jauja
  - Comisario: Cmdte. PNP. Edson Hernán Cerrón Lazo.[5]

### Religiosas
- Arquidiócesis de Huancayo[6]
  - Arzobispo de Huancayo: Mons. Pedro Barreto Jimeno, SJ.
  - Vicario episcopal: Pbro. Hermann Josef Wendling SS.CC.
- Parroquia[7]
  - Párroco: Pbro. .